# كريس هورن
كريس هورن (بالإنجليزية: Chris Horn)‏ هو لاعب كرة قدم أمريكية أمريكي، ولد في 13 يوليو 1977 في نوتوس في الولايات المتحدة.

## وصلات خارجية
- كريس هورن على موقع مرجع كرة القدم المحترفة.كوم (الإنجليزية)